# Fritz von Opel
Fritz von Opel, född som Fritz Adam Hermann Opel (från 1918 von Opel) den 4 maj 1899 i Rüsselsheim, död den 8 april 1971 i Samedan, var en tysk ingenjör, sonson till Opels grundare Adam Opel.
Han är mest känd för sina raketmotordemonstrationer, som gav honom smeknamnet Rocket Fritz.
Von Opel utbildades vid tekniska universitetet i Darmstadt och blev efter sin examen chefstestare för Opel och även publicitetsansvarig. På 1920-talet intresserade han sig för att använda raketmotorer i företagets reklam och sökte då råd från Max Valier från det nybildade Verein für Raumschiffahrt (föreningen för rymdfart) och Friedrich Sander, en pyrotekniker från Bremerhaven.
Den 15 mars 1928 testade von Opel sin första raketdrivna bil, RAK 1, och kom upp i en hastighet av 75 km/tim. Mindre än två månader senare kom han upp i 230 km/tim med RAK 2.
Senare samma år köpte han segelflygplanet Ente av Alexander Lippisch och satte raketmotorer på det och världens första raketflygplan var ett faktum den 11 juni. Flygplanet exploderade på sin andra testflygning, innan han själv fick chansen att flyga det. Han köpte då ett nytt flygplan, som även det kallades RAK 1, från Julius Hatry och flög det i Frankfurt am Main den 30 september 1929. Efter 1929 lämnade han Opel och Tyskland och bosatte sig i Schweiz.
Fritz von Opel är pappa till formel 1-föraren Rikky von Opel.